# Зоряна брама: Ковчег правди
«Зоряна брама: Ковчег правди» (англ. StarGate: The Ark of Truth) — американський фільм, заснований на популярному телевізійному серіалі SCI FI Channel «Зоряна брама: SG-1». Зйомки почалися у квітні 2007 року. Фільм вийшов у прокат 11 березня 2008 (у США), він фінансувався спільно студією MGM та компанією 20th Century Fox Home Entertainment. Бюджет фільму становив 7 млн доларів.
Це перший з фільмів, знятих після закриття серіалу «Зоряна брама SG-1», що закриває сюжетну лінію з Орай і що розповідає про пошук «Ковчега правди». Саме так режисер Купер бажав закінчити серіал.

## Сюжет

### Передісторія
Мільйони років тому, перші представники людського виду жили в іншій галактиці і досягли успіхів на шляху до вознесіння — переходу на вищий рівень існування. У той час, Альтерани та Орай не відрізнялися один від одного і жили в одному суспільстві. Але потім з'явився філософський поділ: Орай ставали все більш і більш нетерпимими і фанатичними у своїх релігійних віруваннях, тоді як Альтерани (від лат. altera, тобто інші) воліли мати науковий світогляд і раціональний погляд на життя. Врешті-решт, їхнє суспільство розділилося надвоє, і Орай спробували знищити своїх побратимів. Замість того щоб битися, Альтерани покинули свою галактику, відповідно до своїх етичних поглядів, хоч і могли перемогти Орай за допомогою «Ковчега правди».

### У фільмі
До початку сюжету фільму Орай були знищені пристроєм Святим Граалем, проте Адрія, дочка Вали Мал Доран і головнокомандувач їхньої армії, вознеслася і зайняла місце Орай, живлячись силою віри людей в них.
У руїнах Дакари команда SG-1 намагається відшукати артефакт «Ковчег правди». Деніел Джексон знаходить ящик, в якому, судячи з написів, міститься щось цінне. Раптово нападають послідовники Орай, команду оточує загін на чолі з Томіном і одним з пророків Орай — пріором. Вони розстрілюють ящик, але в ньому виявляється лише старий сувій. Томін вважає наказ пріора вбити SG-1 випробуванням на віру, тому не виконує його і в результаті бійки після того здавалося б непереможний пріор гине. Вражений Томін, віра якого похитнулася, розповідає про підготовку хрестового походу в Чумацький Шлях.
Після повернення на Землю Джексона мучать видіння через його колишній зв'язок з Древнім на ім'я Мерлін. Джексон розповідає про видіння вибуху гори, відомої як Колиска зла — останнього притулку Альтеранів — колишніх противників Орай. На кораблі «Одіссей» SG-1 пролітає через супербраму в пошуках цього місця. Томін налагоджує контакт з опором. З'ясовується, що «Ковчег правди» розміщений на планеті, де знаходиться місто Селестіс, столиця-храм Орай. На планету телепортується археологічний загін: Тіл'к, Вала Мал Доран, Томін та Джексон. Тим часом спостерігач організації МНР Меррік за таємним наказом відроджує реплікаторів, щоб використати їх проти ворога. Реплікатор виявляється вдосконаленим і його не вдається знищити.
На «Одіссею» реплікатор псує системи корабля, а археологічний загін тим часом знаходить в підземеллях «Ковчег правди». «Одіссей» атакують кораблі Орай, і він відлітає. На поверхні планети археологічний загін вступає в бій з солдатами Орай. Тіл'к отримує серйозне поранення, решта потрапляють у полон. На «Одіссеї» ж реплікатори продовжують розмножуватися, розбираючи корабель.
Тіл'к дістається до міста, в якому утримують решту SG-1. До Землі тим часом наближаються ворожі кораблі. Джексон розуміє причину своїх видінь: вознесена Древня Моргана таємно допомагає SG-1 позбутися Адрії, але самотужки не в змозі цього зробити. Для цього необхідно позбавити Адрію джерела її сили — віри людей, за допомогою «Ковчега правди». SG-1 дістаються до місця схову «Ковчега правди», Деніел здогадується активувати його словом «Походження» — древнім синонімом слова «правда». Але вони не встигають його відкрити через появу пріора і Адрії. Завдяки кмітливості Тіл'ка «Ковчег правди» падає і все ж відкривається. Пріор, звільнений від омани, поширює між іншими пріорами істину, що Орай не боги. Міттчелл на «Одіссеї» дізнається спосіб відключити реплікаторів.
Адрія позбувається джерела сили і зрівнюється в можливостях з Морганою. Вони вступають в бій, після чого їхня доля невідома.

## Цікаві факти
- В кінці фільму показаний бій Адрії і Моргани — створінь, що складались з чистої енергії, явно змальований із сутички Ворлонців Коша и Улкеша в серіалі «Вавилон-5» (серія 4-04 «Неминучість розв'язки»).
- В епізоді, коли Саманта Картер і сержант продивляються програмний код реплікаторів[1], який видно на екрані, можна бачити, що «основний код, що змушує їх розмножуватися», написаний на мові JavaScript, що використовується для реалізації інтерактивності на вебсторінках.
- Реплікатор, з яким б'ється Мітчелл схожий на Термінатора Т-1000 з фільму «Термінатор-2».